# Brod (Brčko)
Brod är en ort i Bosnien och Hercegovina. Den ligger i distriktet Brčko, i den nordöstra delen av landet, 120 km norr om huvudstaden Sarajevo. Brod ligger 98 meter över havet och antalet invånare är 1 042.
Terrängen runt Brod är platt, och sluttar norrut.Närmaste större samhälle är Brčko, 3,5 km öster om Brod.
Runt Brod är det i huvudsak tätbebyggt. Runt Brod är det ganska tätbefolkat, med 116 invånare per kvadratkilometer.